# Evil Genius: la vera storia della rapina più diabolica d'America
Evil Genius: la vera storia della rapina più diabolica d'America (Evil Genius: The True Story of America's Most Diabolical Bank Heist) è una docu-serie true crime, del 2018, sull'assassinio di Brian Wells, un caso di alto profilo del 2003, spesso definito come il caso del "collare bomba" o del "pizza bomber". La serie è stata distribuita sulla piattaforma di streaming Netflix, divisa in quattro puntate, a partire dall'11 maggio 2018.

## Storia
Trey Borzillieri ha avuto l'idea di fare una serie su un crimine di alto profilo dopo aver visto Paradise Lost: The Child Murders a Robin Hood Hills. È rimasto affascinato dall'assassinio di Brian Wells quando emerse la prova che Wells era stato costretto a commettere il furto con una bomba legata al petto. Ha iniziato a intervistare persone nei dintorni di Erie, in Pennsylvania, dove si è verificato l'omicidio. Iniziò una corrispondenza con Marjorie Diehl-Armstrong nel 2005, due anni dopo la morte di Wells, così poteva avere informazioni sul "caso freddo". Ha trascorso anni a indagare sul caso ed ottenne delle interessanti interazioni con Diehl-Armstrong mentre era in prigione.

## Episodi
| Nº | Titolo originale        | Titolo italiano                | Data di rilascio mondiale |
| -- | ----------------------- | ------------------------------ | ------------------------- |
| 1  | Part 1: The Heist       | Parte 1: La rapina             | 11 maggio 2018            |
| 2  | Part 2: The Frozen Body | Parte 2: Il cadavere congelato | 11 maggio 2018            |
| 3  | Part 3: The Suspects    | Parte 3: I sospetti            | 11 maggio 2018            |
| 4  | Part 4: The Confessions | Parte 4: Le confessioni        | 11 maggio 2018            |

## Accoglienza

### Critica
Evil Genius ha una valutazione dell'80% su Rotten Tomatoes. Il consenso del sito dice: "Evil Genius compensa la mancanza di convinzione e sfumature con un intrigante senso di scoperta e un sacco di divertente follia".
Ed Cumming del Daily Telegraph ha dato a Evil Genius 4 stelle su 5, definendolo "Una storia bizzarra e torva che rimane impressa nella mente". Allo stesso modo, Greg Morabito ha recensito favorevolmente la serie per Eater.com, concludendo che "Evil Genius esplora non solo le prove dietro i crimini, ma anche le vite dei sospettati, delle vittime e delle loro famiglie". Lanre Bakare del Guardian ha assegnato a Evil Genius 3 stelle su 5, scrivendo che la serie da "una sensazione inquietante mentre la cospirazione inizia a districarsi e le motivazioni che hanno spinto le persone a compiere il colpo ... diventano evidenti". Daniel Fienberg ha scritto nell'Hollywood Reporter che la ricerca intensa e ostinata di una data conclusione di Borzillieri ha reso la serie intensa e rivelatrice ma ha compromesso la sua obiettività.